# Веселе (Батуринська міська громада)
Весе́ле (також Єлесеєнків хутір) —  село в Україні, у Батуринській територіальній громаді Ніжинського району Чернігівської області.

## Історія
Посерення засноване не пізніше першої половини XVIII століття, коли з нагоди поїздки імператриці Єлизавети до Києва (1744) лагодився шлях між Батурином і Ніжином. Шлях, що до того прямував через село Пальчики, було випрямлено, а біля нього поселено хутір.  На карті Шуберта 1867 року назва хутора звучить Бальчики. Пізніше він став зватися від імені свого власника Єлесеєнків хутір, а згодом — Веселий. За місцевими переказами, у хуторі був шинок.
В 1917 році в хуторі було 10 дворів і проживало 59 чоловік. В 1930 році в хуторі було створено артіль „ІІ-га п"ятирічка".
12 червня 2020 року, відповідно до розпорядження Кабінету Міністрів України № 730-р «Про визначення адміністративних центрів та затвердження територій територіальних громад Чернігівської області», увійшло до складу Батуринської міської громади.
19 липня 2020 року, в результаті адміністративно-територіальної реформи та ліквідації Бахмацького району, село увійшло до складу Ніжинського району Чернігівської області.